# Parentalgeneration
Als Parentalgeneration („Elterngeneration“, abgeleitet von lateinisch parentes = „Eltern“) wird sowohl in der Verhaltensforschung als auch in der Genetik die Ausgangsgruppe einer Abstammungslinie bezeichnet.
Die Parentalgeneration kann aus nur zwei Individuen bestehen (männlich und weiblich), aber auch aus einer größeren Gruppe von Individuen unterschiedlichen Geschlechts, die gemeinsam gehalten werden und sich nach Belieben verpaaren können.
Die nächstfolgende Generation (also die unmittelbaren Nachkommen der Parentalgeneration) wird als Filialgeneration bezeichnet („Tochtergeneration“, abgeleitet von lateinisch filia = „Tochter“). Besonders dann, wenn auch die Nachkommen der Nachkommen eindeutig benannt werden müssen, wird eine Indexzahl als Kennung für den Verwandtschaftsgrad in Bezug auf die Parentalgeneration genutzt: die 1. Filialgeneration wird dann als {\displaystyle {F_{1}}}-Generation bezeichnet, die 2. Filialgeneration entsprechend als {\displaystyle {F_{2}}}-Generation usw.
Relevant sind diese genauen Bezeichnungen der Verwandtschaftsverhältnisse in der Tierzucht und in der Pflanzenzucht. Beispielsweise, wenn eine bestimmte Verhaltensweise oder eine physiologische Eigenschaft durch planmäßige Zuchtwahl optimiert werden soll und man exakt benennen möchte, nach wie vielen Generationen das angestrebte Ergebnis der Zucht erreicht wurde.
In ähnlicher Weise werden auch die Ausgangsindividuen von Kreuzungen als Parentalgeneration bezeichnet. Deren Nachkommen (also die Mischlinge 1. Grades) heißen {\displaystyle {F_{1}}}-Hybride, die Mischlinge 2. Grades (also die Nachkommen aus der Verpaarung von {\displaystyle {F_{1}}}-Hybriden mit {\displaystyle {F_{1}}}-Hybriden) heißen {\displaystyle {F_{2}}}-Hybride.
In wissenschaftlichen Veröffentlichungen wird die Parentalgeneration häufig mit „P“ abgekürzt und die Folgegeneration ohne weitere Präzisierung mit "{\displaystyle {F_{1}}}".

## Belege
1. ↑  Eintrag Parentalgeneration auf lehrbuch-biologie.springer.com, zuletzt abgerufen am 17. April 2022.
2. ↑  Bastardierung von Sorten, Bedeutung der Vererbung einzelner Merkmale, Mendelsche Regeln. Auf: biologie.uni-hamburg.de, zuletzt eingesehen am 17. April 2022.